# Luciano Bechicchi
Luciano Bechicchi detto anche il nano o vecchia volpe (Bologna, 7 dicembre 1928 – Cesenatico, 21 dicembre 2019) è stato un driver italiano.

## Carriera
Apre nel 1954 una scuderia all'Arcoveggio che opererà fino al 2005. Vince nel 1981 la prima edizione del Campionato italiano guidatori trotto, il torneo italiano più prestigioso per driver europei organizzato annualmente dall'Ippodromo San Paolo di Montegiorgio, bissando il successo nel 1984.
Bechicchi era conosciuto nell'ambiente per la furbizia e la freddezza nelle corse, soprattutto quando aveva cavalli sfavoriti. Negli ultimi anni di carriera, modificò il suo stile, evitando manovre rischiose quali ad esempio passare in mezzo a due cavalli.
È stato il driver di Atod Mo, Ayax Aleryd, Fermo, Rosset, Grillona, Calegaris; tra i cavalli con cui ha lavorato nei suoi ultimi anni di attività ci sono Ventaglio IP, Usay Trio, Sbirro Is, Desisprint e Riodoro, un sauro che gli ha regalato le ultime soddisfazioni in carriera e che Bechicchi volle poi destinare a un agriturismo, per il suo ottimo rapporto con i bambini.
Negli ultimi anni di carriera Bechicchi ha corso soprattutto a Ravenna, Bologna e Cesena. Questo periodo è stato ricco di soddisfazioni per il driver ravennate che, tra l'altro, ha vinto a Cesena il superfrustino all'età di 72 anni, in un duello fino all'ultimo metro con Enrico Bellei, figlio di Nello.
L'ultima sua corsa risale al 28 settembre 2005, con il cavallo Acapulco Max a Ravenna, mentre la sua ultima vittoria è del 28 luglio 2005, ottenuta a Modena con il cavallo Amos.
In carriera Bechicchi ha vinto oltre 3500 corse, anche con cavalli non quotati. A questo proposito, Bechicchi ha stabilito, con il cavallo Carmelona Lab, il record per la vittoria con quota più alta.